# Macugonalia variabilis
Macugonalia variabilis är en insektsart som beskrevs av Victor Antoine Signoret 1854. Macugonalia variabilis ingår i släktet Macugonalia och familjen dvärgstritar. Inga underarter finns listade i Catalogue of Life.